# Ukrainische Kulturstiftung
Die Ukrainische Kulturstiftung (ukrainisch Український культурний фонд Ukrajinskyj kulturnyj fond) ist eine staatliche Agentur der Ukraine, die im Jahr 2017 gegründet wurde, um die Entwicklung der nationalen Kultur und Kunst im Land zu fördern und günstige Bedingungen für die Entwicklung des intellektuellen Potenzials des Einzelnen und der Gesellschaft zu schaffen nationales kulturelles Erbe, Unterstützung der kulturellen Vielfalt und Integration der ukrainischen Kultur in die Weltkultur. Die Aktivitäten des Fonds werden vom Kulturministerium der Ukraine koordiniert.
Am 19. Januar 2018 wurde Maryna Poroschenko, die Frau des fünften Präsidenten der Ukraine, Petro Poroschenko, zum Vorsitzenden der ukrainischen Kulturstiftung ernannt. Am 16. Dezember 2019 trat sie von ihrer Position zurück.
Am 1. Februar 2020 wurde Mychajlo Sacharewytsch, ehemaliger Leiter des Nationalen Iwan-Franko-Schauspielhauses, zum Vorsitzenden der Kulturstiftung ernannt.
Geschäftsführende Direktorin der Stiftung, treibende Kraft und Gesicht nach außen war vom Februar 2018 bis zum März 2021 Julia Fediv. Die Neubesetzung des Postens steht mit der turnusmäßigen Wahl eines neuen Kandidaten an. Fediv hat ihre Kandidatur am 23. März 2021 niedergelegt.